# Fascintegridad

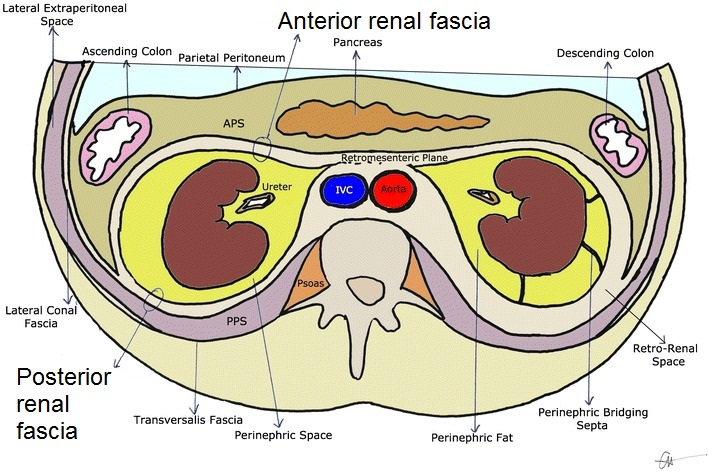
Fascia renal posterior y anterior.

El término fascintegridad originado del inglés (fascintegrity), que combina los términos fascia e integridad,se refiere a la influencia de los elementos sólidos y líquidos en la forma y función de los sistemas biológicos. La fascintegridad refleja una comprensión más precisa y actualizada de la anatomía y la biología celular, reconociendo la importancia de los fluidos corporales en la adaptación y el comportamiento de los tejidos y células. La ausencia de consideración de los líquidos corporales en el modelo biotensegridad es un punto crítico, ya que estos son elementos fundamentales para la supervivencia y la adaptación celular. La interconexión de todas las estructuras del cuerpo, desde la epidermis hasta los huesos, es un principio clave en la biotensegridad. En contraposición al término o modelo de "biotensegridad", la fascintegridad ofrece una perspectiva más completa y actualizada en la comprensión de los sistemas biológicos.

## Introducción y antecedentes
En los años 1940, el arquitecto R. Buckminster Fuller introdujo el concepto de "tensegridad", una noción derivada de "integridad tensional", para conceptualizar un principio estructural que implica elementos sometidos simultáneamente a tensiones y compresiones.
En 1993, se extrapoló este concepto de tensegridad al ámbito celular, resaltando la capacidad de los tejidos vivos para considerarse como estructuras de tensegridad capaces de gestionar tensiones mecánicas y transmitirlas a través de todo el organismo.

## El Modelo de Tensegridad en Biología
El modelo de biotensegridad expande el concepto de tensegridad al cuerpo humano en su totalidad, concibiéndolo como una organización fractal llegando a nivel celular. La biotensegridad guarda relación con la movilidad, estabilidad y función de diversas regiones anatómicas, las cuales incluyen elementos tanto blandos, en especial la fascia y otros como músculos, ligamentos, tendones, así como duros (huesos, articulaciones). El modelo de biotensegridad ha sido aplicado a modelizaciones matemáticas relacionadas con el comportamiento biomecánico de la columna vertebral. Un aspecto fundamental en este modelo es la mecanotransducción celular, un proceso que permite a las células adaptarse a deformaciones mecánicas, desencadenar respuestas bioquímicas y garantizar la supervivencia. 

## Mecanotransducción celular y su impacto en la salud humana

### Mecanotransducción celular
La mecanotransducción celular hace referencia al proceso mediante el cual las células y su citoesqueleto detectan y responden a estímulos mecánicos, tales como la tensión en la matriz extracelular y la deformación celular. La reorientación de las células en respuesta a fuerzas mecánicas depende de la frecuencia y la dirección de aplicación de dichas fuerzas. En la transmisión de señales mecánicas desde la matriz extracelular hasta el núcleo celular, intervienen componentes clave como las proteínas del citoesqueleto, proteínas de adherencias focales, proteínas de membrana y proteínas citoplasmáticas, las cuales están conectadas por las proteínas de enlace de nucleoesqueleto y citoesqueleto.
Recientemente, en el ámbito científico, Hersen y Ladoux han señalado la creciente relevancia de la mecanobiología, un campo emergente que se centra en la investigación de cómo las células vivas detectan y responden a las fuerzas mecánicas presentes en su entorno. Su observación destaca que las células son capaces de percibir de manera constante las fuerzas que actúan en su entorno, incluso cuando están en movimiento. Estas fuerzas no solo provocan deformaciones en las células, sino que también desencadenan fenómenos como la señalización a través de adhesiones y la reorganización del citoesqueleto.
En el contexto de la estrategia experimental presentada por Delanoë-Ayari et al, se ha demostrado que las células tienen la capacidad de detectar tanto las fuerzas horizontales como las verticales que experimentan durante su desplazamiento. Este hallazgo subraya la importancia de la interacción tridimensional entre las células y la matriz extracelular. Las propiedades mecánicas de esta matriz, como su rigidez y deformabilidad, representan factores críticos que influyen en el comportamiento y la dinámica celular, incluyendo procesos como la diferenciación, la proliferación, la supervivencia, la polaridad, la migración además de la modulación mecanotransductiva en las células madre.
En este contexto, la mecanotransducción, que implica la conversión de fuerzas físicas en señales químicas, desempeña un papel fundamental en la morfogénesis de los epitelios. Este proceso puede dar lugar a modificaciones postraduccionales significativas, como la fosforilación de filamentos intermedios.

### Mecanotransducción celular y salud
La mecanotransducción celular, un proceso crucial en la regulación de diversos fenómenos biológicos, implica la conversión de señales mecánicas en señales bioquímicas que influyen en las actividades celulares y los procesos metabólicos. Entre las señales mecánicas comunes en los organismos se encuentran la presión hidrostática, la fuerza de corte ejercida por fluidos, la tensión mecánica, la rigidez de la matriz extracelular y la elasticidad de los tejidos, así como la viscosidad del líquido extracelular.
La mecanotransducción se ha asociado con la activación de múltiples procesos biológicos, como el desarrollo embrionario, la reparación y regeneración de tejidos. Es importante destacar que una estimulación mecánica excesiva y prolongada puede desencadenar procesos patológicos, incluyendo la fibrosis de múltiples órganos, la formación de tumores y la resistencia a la inmunoterapia en el tratamiento del cáncer.
A pesar de que se han identificado las relaciones entre las señales mecánicas y el mantenimiento de la homeostasis en los tejidos normales, así como su implicación en diversas enfermedades, los mecanismos de regulación que subyacen a diferentes señales mecánicas aún no han sido completamente esclarecidos. Sin embargo se sabe que ciertos mecanismos de mecanotransducción celular juegan un rol importante en la patogénesis de enefermedades neurodegenerativas.

### Impacto de los Fluidos Corporales en la Mecanotransducción
Los fluidos corporales, como la sangre y la linfa, ejercen una influencia significativa en la mecanotransducción al inducir deformaciones en las células. La omisión de la consideración de los líquidos corporales en el modelo de biotensegridad constituye un punto crítico, dado que estos fluidos son esenciales para la movilidad, la supervivencia y la adaptación celular.

## Modelo de la Membrana Celular
El modelo de la membrana celular, concebido como una estructura de doble capa de fosfolípidos con proteínas globulares y fibrosas, cuestiona la representación de la tensegridad. La membrana celular mantiene un contacto constante tanto con la matriz extracelular como con el interior de la célula, resaltando así la importancia de los fluidos en la biología celular. Las respuestas ante la tensión mecánica pueden manifestarse de manera local o a distancia, lo que sugiere que la transmisión de tensiones no sigue estrictamente los principios de la tensegridad.

## Shear Stress,el citoplasma y su importancia en la mecanotransducción
El estrés de corte (o shear stress, en inglés) generado por los fluidos intersticiales desempeña un papel fundamental en la morfología y función de las células y tejidos. Durante la contracción muscular, el estrés de corte adquiere mayor relevancia como estímulo de adaptación en comparación con la contracción y relajación de las fibras musculares. Este estrés de corte influye en la expresión de genes asociados con el crecimiento muscular y la adaptación tisular, incluyendo el factor de crecimiento similar a la insulina-1 (IGF-1) y otros factores. El citoplasma, una sustancia viscosa ubicada en el interior de la célula, desempeña una función esencial en la mecanotransducción. Facilita la rápida transmisión de señales mecánicas y bioquímicas desde la membrana celular hasta el núcleo celular. El comportamiento del citoplasma, así como su capacidad para generar ondas bioquímicas, influyen en la morfología y función celular, desempeñando un papel crucial en la adaptación celular.

## El concepto de Fascintegridad
El término "fascintegridad" fusiona las palabras "fascia" e "integridad". La fascintegridad se define como la capacidad de los tejidos para responder a estímulos mecánicos y comprende una organización en constante evolución de diversos tejidos, fluidos y estructuras sólidas que conectan, penetran y comunican todos los sistemas del cuerpo.  A diferencia del modelo de biotensegridad, la fascintegridad reconoce tanto elementos sólidos como líquidos, destacando la influencia esencial de los fluidos corporales en la morfología y función de los sistemas biológicos. La fascintegridad no divide los tejidos en estratos, ya que todas las células de distintos tejidos están interconectadas y pueden influenciarse mutuamente, tanto desde una perspectiva mecánica como bioquímica. La presencia de líquidos, como la sangre, la linfa, los fluidos extracelulares y el citoplasma, resulta crucial para la fascintegridad, ya que estos elementos determinan la capacidad de adaptación, movilidad y supervivencia celular.  Además, la fascintegridad incluye la consideración de las vísceras, cuyas contracciones musculares y percepción de tensiones del entorno (sangre, linfa, músculos esqueléticos) influyen en la postura y el movimiento corporal. La fascintegridad representa una comprensión más precisa y completa de la anatomía funcional y el comportamiento de los sistemas biológicos en contraposición al modelo de biotensegridad.

## Relación fisiológica entre fascintegridad y mecanotransducción
La relación fisiológica entre estos dos conceptos radica en el hecho de que ambos consideran la interacción dinámica entre las fuerzas mecánicas y los sistemas biológicos. La fascintegridad proporciona un marco para comprender cómo las propiedades físicas de los tejidos y sus componentes líquidos afectan la mecanotransducción. Por ejemplo, la presencia de fluidos como la sangre y la linfa puede modificar el entorno mecánico de las células, influyendo en sus respuestas de mecanotransducción.
A su vez, la mecanotransducción celular es un mecanismo esencial que permite a los tejidos mantener su integridad estructural y funcional en respuesta a desafíos mecánicos. Permite que las células perciban y se adapten a cambios en su entorno mecánico, lo que contribuye a la estabilidad y función de los tejidos.
La fascintegridad y la mecanotransducción son conceptos interconectados que destacan la importancia de las fuerzas mecánicas y los componentes líquidos en el mantenimiento de la integridad estructural y funcional de los tejidos biológicos. Mientras que la mecanotransducción se enfoca en el mecanismo celular para responder a señales mecánicas, la fascintegridad ofrece una perspectiva holística sobre la integración de elementos sólidos y líquidos en sistemas biológicos, incluyendo su impacto en la mecanotransducción. Estos conceptos son cruciales para comprender cómo los organismos vivos se adaptan y responden a su entorno físico, y tienen implicaciones significativas en campos que van desde la medicina hasta la biología del desarrollo.